# Hydroporus tessellatus
Hydroporus tessellatus är en skalbaggsart som först beskrevs av Pierre-Auguste-Joseph Drapiez 1819.  Hydroporus tessellatus ingår i släktet Hydroporus och familjen dykare. Arten har ej påträffats i Sverige. Inga underarter finns listade i Catalogue of Life.